# Maineck
Maineck ist ein Kirchdorf und Gemeindeteil der Gemeinde Altenkunstadt im oberfränkischen Landkreis Lichtenfels im Norden des Freistaates Bayern.

## Geografische Lage
Maineck liegt am Rande des Maintals im obermainischen Bruchschollenland, rund 4,5 Kilometer östlich des Ortskerns von Altenkunstadt, auf 282–312 m ü. NN. Die amtliche Höhe wird mit 296 m ü. NN angegeben. In den Mainauen nördlich des Dorfes befinden sich mehrere größere Baggerseen. Nachbarortschaften sind Prügel, Mainklein und Mainroth.

## Geschichte
Maineck wurde vermutlich bereits im 7. Jahrhundert gegründet. Die Entstehung könnte mit dem Bau einer Kirche verbunden gewesen sein, da das Dorf ursprünglich Neuenkirchen hieß. Unwahrscheinlich ist jedoch, dass es sich dabei um die heutige Dorfkirche handelte, da deren älteste Teile, Turm und Apsis, erst in der zweiten Hälfte des 12. Jahrhunderts entstanden.
Die Burg Maineck wurde vermutlich in der ersten Hälfte des 13. Jahrhunderts erbaut. Den Namen, der mit der Zeit auf das ganze Dorf überging, erhielt sie aufgrund ihrer Lage auf einem Felsensporn über dem Main. Erstmals schriftlich erwähnt wurden die Burg und das Dorf als „Maineck“ im Jahr 1323. Anfangs gehörte die Burg mit ihrem tiefen Wallgraben den Förtschen von Thurnau und gelangte um 1335, in der Amtszeit des Leopold II. von Egloffstein, in den Besitz des Hochstifts Bamberg. Wenig später wurde aus Sicherheitsgründen der Amtssitz des Bamberger Domkapitels dorthin verlegt. Der heutige schlossartige Bau hat mit dem ursprünglichen Schloss nichts zu tun, sondern war ein ehemaliges Amtshaus, das 1792/1793 errichtet wurde. Bis 1802 blieb Maineck Sitz des Dompropsteiamtes. Ab 1818 bildete der Ort mit Prügel eine Gemeinde.

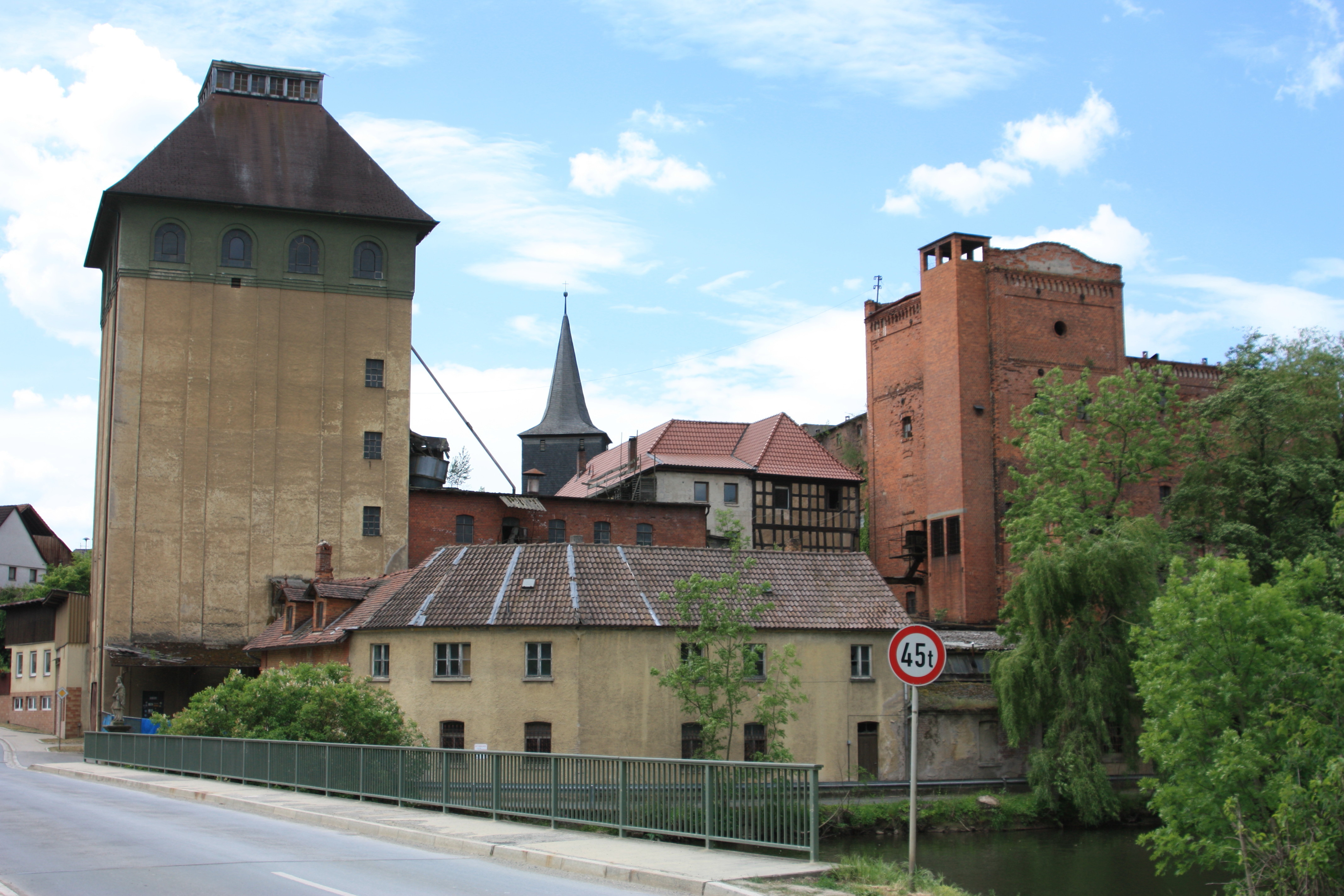
30 Meter hoher Siloturm der ehemaligen Malzfabrik (2012), die Backsteinbauten wurden 2014 abgebrochen.

Mitte der 1870er Jahre gründete der Privatier Friedrich Freiherr von Redwitz eine Malzfabrik. 1899 ging diese in Konkurs und wurde vom Erfurter Getreidehandelsunternehmen Weise & Hilpert ersteigert und weitergeführt. Der Gesellschafter Paul Hilpert erwarb 1902 die Fabrik von seiner Firma und zog nach Maineck. Im Jahr 1908 kaufte er noch eine Schneidmühle in Maineck und richtete ein Elektrizitätswerk ein, das neben der Fabrik den ganzen Ort mit Strom versorgte. 1979 stellte die inzwischen in Fränkische Malzfabrik Maineck umbenannte Firma den Betrieb ein. Der damals sehr moderne Industriebau prägt noch das Ortsbild von Maineck entscheidend mit.
Nach dem Zweiten Weltkrieg wurde eine massive Brücke über den Main errichtet, die zusammen mit den Flutmulden und Flutbrücken entlang der Straße nach Mainklein Überflutungen verhindert, was in früheren Jahrhunderten oft ein großes Problem darstellte.
Am 1. Januar 1974 erfolgte im Zuge der Gemeindegebietsreform die Eingemeindung nach Altenkunstadt.

### Einwohnerentwicklung
Die Tabelle gibt die Einwohnerentwicklung Mainecks wieder.
| Jahr | Einwohner | Anwesen | Quelle: |
| ---- | --------- | ------- | ------- |
| 1818 | 336       | 66      | [ 8 ]   |
| 1833 | 314       | 67      | [ 9 ]   |
| 1950 | 459       |         | [ 5 ]   |
| 1961 | 416       |         | [ 10 ]  |
| 1970 | 412       |         | [ 11 ]  |
| 1977 | 411       |         | [ 5 ]   |
| 1987 | 327       |         | [ 12 ]  |
| 2005 | 305       |         | [ 5 ]   |
| 2010 | 279       |         | [ 13 ]  |
| 2011 | 276       |         | [ 14 ]  |
| 2012 | 272       |         | [ 15 ]  |
| 2013 | 266       |         | [ 16 ]  |

## Religion
Kirchlich gehörte Maineck ab ca. 1248 zur Weismainer Pfarrei St. Martin. Um 1733 wurde Maineck dort ausgegliedert und kam zur Pfarrei Mainroth. In den folgenden Jahrzehnten und Jahrhunderten wechselte die Zugehörigkeit öfters zwischen Burgkunstadt, Weismain und Mainroth. Im Jahr 1915 wurde Maineck eine eigene Kuratie.
Seit 1755 hat die Kirche das Patrozinium Allerheiligen als einzige im Erzbistum Bamberg.
Von den 266 Einwohnern waren im Juli 2013 ca. 73 % (194) römisch-katholisch, ca. 14 % (37) evangelisch und ca. 13 % (35) andersgläubig bzw. konfessionslos.

## Vereine
- Freiwillige Feuerwehr Maineck
- Gesangverein Maineck
- RV Viktoria Maineck
- Freie Bürger der Ortsteile
- TTV 45 Altenkunstadt 1997